# Benedetto Accolti el jove
Benedetto Accolti "el jove" (Arezzo 29 d'octubre de 1497-Florència 21 de novembre de 1549), patrici d'Arezzo. Va rebre vitalíciament del duc de Milà el feu de Giovinalta (a la regió de Cremona) el 1527.
Administrador apostòlic de la diòcesi de Cadice (1521 al 1523), Administrador apostòlic de la diòcesi de Cremona del 16 de març de 1523 al 17 d'agost de 1624, elegit arquebisbe de Ravenna el 17 d'agost de 1524, administrador apostòlic de la diòcesi de Cremona el 1528, de la de Bovino del 1530 al 1535, de la de Policastro del 1531 al 1535. Fou abat comendatari de San Bartolomeo nel Bosco de Ferrara.
Doctor en lleis (llaurat a Pisa), protonotari apostòlic el 1515, abreviador apostòlic del Parc Maggiore el 1518, secretari del Papa el 1523, governador Pontifici perpetu d'Ancona i legat pontifici de la Marca at latere del 8 de juliol de 1532 al 2 de novembre de 1534. Ambaixador de l'emperador a Florència, fou nomenat cardenal el 3 de maig de 1527, fou privat d'aquesta condició el 2 de novembre de 1534 acusat de malversar durant la seva legació a Ancona, destinant 19.000 ducats a la croada contra els turcs
Fou restaurat com a cardenal el 30 d'agost de 1535 després de pagar un multa, sembla que per mediació de Carles V del Sacre Imperi Romanogermànic
Va morir probablement enverinat a Florència el 1549.